# Sophie Bukovec
Sophie Bukovec (* 22. September 1995 in Toronto, Kanada) ist eine kanadische Beachvolleyballspielerin. Sie wurde Meisterin ihres Heimatlandes im Sand und 2022 Vizeweltmeisterin.

## Karriere
Bukovec begann ihre sportliche Laufbahn 2013 an der McMaster University als Hallenvolleyballerin. Sie erzielte in ihrem Team sowohl die meisten direkten Angriffspunkte als auch die meisten Aufschlagasse. Im folgenden Jahr wechselte sie an die University of Southern California (USC). Dort entschied sich Bukovec für eine Beachvolleyballkarriere. An der Seite ihrer Partnerin Alexa Strange erreichte sie in der weiteren Universitätszeit 66 Siege und damit die drittmeisten, die jemals ein Team der USC Trojans erzielen konnte.
Auf der FIVB World Tour gab es für Bukovec zunächst überschaubare Erfolge. So erreichte sie mit ihrer Partnerin Julie Gordon 2018 einen siebzehnten Platz beim 3-Sterne-Event in Den Haag, ebenfalls Siebzehnte wurden die beiden Kanadierinnen bei den 3-Sterne-Turnieren in Mersin und in Haiyang im gleichen Jahr. Mit Taylor Pischke erreichte die gebürtige Torontonian 2019 einen neunten Rang in Sydney und wiederum einen siebzehnten Rang in Edmonton.
Der bis dahin größte Erfolg gelang Bukovec gemeinsam mit ihrer neuen Partnerin Brandie Wilkerson, als sie im April 2022 im Challenge-Turnier in Itapema ins Viertelfinale einzogen.
Bei der Beach WM in Rom mehrere Monate später gewannen die beiden Kanadierinnen durch Siege über Böbner/Zoé Vergé-Dépré, Cali/Tega und Flint/Cheng Pool E, wodurch sie direkt in die erste Hauptrunde einzogen und dort die beiden Thailänderinnen Worapeerachayakorn/Naraphornrapat schlugen. Im Achtelfinale setzten sie sich dann gegen das deutsche Team Julia Sude und Karla Borger durch, bevor die Nordamerikanerinnen im Viertelfinale gegen Menegatti/Gottardi triumphierten. Das anschließende Halbfinale gegen Cinja Tillmann und Svenja Müller aus Deutschland entschieden die Athletinnen aus Toronto in drei Sätzen für sich. Das Endspiel ging mit 0:2 Sätzen an die Brasilianerinnen Duda und Ana Patrícia verloren. Bei den folgenden Elite16-Turnieren erreichten Bukovec/Brandie die Plätze fünf, fünf und neun.
2023 spielte Bukovec zunächst einige Turniere mit Sarah Pavan und eins mit Shanice Marcelle. Im August des Jahres erreichte sie mit Heather Bansley das Finale der kanadischen Landesmeisterschaften. Die beiden gewannen das Futures in Halifax und standen eine Saison später im Endspiel beim Challenge in Recife. Anschließend erkämpften sie Bronze beim gleichwertigen Wettbewerb in Guadalajara. Die Vorschlussrunde erreichten sie ebenfalls in Stare Jabłonki, mussten jedoch den dritten Platz kampflos den Spanierinnen Liliana und Paula überlassen. Ihren bis zu diesem Zeitpunkt wichtigsten gemeinsamen Sieg erkämpften die Kanadierinnen am 23. Juni 2024, als sie im Endspiel des NORCECA–Cups die Mexikanerinnen  Gutierrez / Torres bezwangen und so ihrem Heimatland einen weiteren Startplatz für die Olympischen Spiele sicherten. In Paris blieben die beiden satz- und sieglos.

## Privates
Bukovec kommt aus einer sehr sportlichen Familie. Ihre Zwillingsschwester Stephanie war u. a. schon Torhüterin für die Kroatische Fußballnationalmannschaft in einem WM-Qualifikationsspiel gegen Ungarn. Ihre Schwester Natalie spielte ebenfalls Fußball an der McMaster University und ihr Bruder Matthew war Basketballer am Humber College.